# Литванија на Светском првенству у атлетици у дворани 2018.
Литванија је учествовала на 17. Светском првенству у атлетици у дворани 2018. одржаном у Бирмингему од 1. до 4. марта. У свом четрнаестом учешћу на Светским првенствима у дворани до данас, репрезентацију Литваније представљале су 2 атлетичарке које су се такмичиле у две дисциплине.,
На овом првенству такмичарке Литваније нису освојиле ниједну медаљу али су два пута обориле национални и лични рекорд.

## Учесници
Жене:
- Агне Шеркшњене — 400 м
- Довиле Дзиндзалетајте — Троскок

## Резултати

### Жене
| Атлетичарка           | Дисциплина | Лични рекорд | Квалификације    | Квалификације | Полуфинале   | Полуфинале | Финале                | Финале      | Детаљи |
| Атлетичарка           | Дисциплина | Лични рекорд | Резултат         | Место         | Резултат     | Место      | Резултат              | Место       | Детаљи |
| --------------------- | ---------- | ------------ | ---------------- | ------------- | ------------ | ---------- | --------------------- | ----------- | ------ |
| Агне Шеркшњене        | 400 м      | 52,93 НР     | 52,81 КВ, НР, ЛР | 2. у гр. 4    | 52,62 НР, ЛР | 3. у гр. 1 | Није се квалификовала | 5 / 31 (34) |        |
| Довиле Дзиндзалетајте | Троскок    | 14,13 НР     |                  |               |              |            | 13,90                 | 12 / 17     |        |